# هاتون اوکرو
هاتون اوکرو (به اسپانیایی: Hatun Ukru) یک کوه در پرو است که در Peru, Lima Region واقع شده‌است. هاتون اوکرو ۴٬۸۰۰ متر بالاتر از سطح دریا واقع شده‌است.